# Stråförkortningsmedel
Stråförkortningsmedel är ett kemiskt medel som främst användes i spannmålsodling i syfte att förkorta stråets längd och därigenom förhindra uppkomst av liggsäd.   
Det vanligast använda stråförkortningsmedlet är klormequat (2-kloretyl)trimetylammoniumklorid. Medlet säljs under flera varubeteckningar, till exempel Cycocel.  Effekten att minska längdtillväxten av strået anses bero på att stråförkortningsmedlet hämmar syntesen av gibberellin i växten.  
I Sverige förbjöds användning av stråförkortningsmedel i alla sädeslag utom råg år 1987.
Detta har dock ändrats sedan Sverige gått med i EU och sedan 2011 är det tillåtet att använda ståförkortningsmedel till alla sädesslag.
Sedan förbudet togs bort har försäljningen av stråförkortningsmedel ökat från 40 000 hektardoser (2011) till drygt 100 000 hektardoser (2016).
Utomlands används ståförkortningsmedel i stor utsträckning, särskilt i höstveteodling.